# Vallant-Saint-Georges
Vallant-Saint-Georges ist eine französische Gemeinde mit 417 Einwohnern (Stand: 1. Januar 2022) im Département Aube in der Region Grand Est. Der Ort gehört zum Arrondissement Nogent-sur-Seine und zum Kanton Creney-près-Troyes. Zudem ist die Gemeinde Teil des 2017 gegründeten Gemeindeverbands Seine et Aube. Die Einwohner werden Vallantins genannt.

## Geographie
Vallant-Saint-Georges liegt an der Seine und etwa 20 Kilometer nordwestlich von Troyes. Durch die Gemeinde führt auch der Canal de la Haute-Seine.
Nachbargemeinden sind Mesgrigny im Norden und Westen, Méry-sur-Seine im Norden, Droupt-Sainte-Marie im Nordosten, Droupt-Saint-Basle im Osten, Saint-Mesmin im Süden und Südosten sowie Orvilliers-Saint-Julien im Westen und Südwesten.

## Bevölkerungsentwicklung
| Jahr                       | 1793 | 1800 | 1856 | 1906 | 1962 | 1968 | 1975 | 1982 | 1990 | 1999 | 2006 | 2011 | 2016 |
| Einwohner                  | 363  | 401  | 515  | 380  | 431  | 418  | 406  | 407  | 378  | 354  | 376  | 393  | 376  |
| Quellen: Cassini und INSEE |      |      |      |      |      |      |      |      |      |      |      |      |      |

## Sehenswürdigkeiten
- Kirche Saint-Julien aus dem 12. Jahrhundert, Monument historique seit 1993

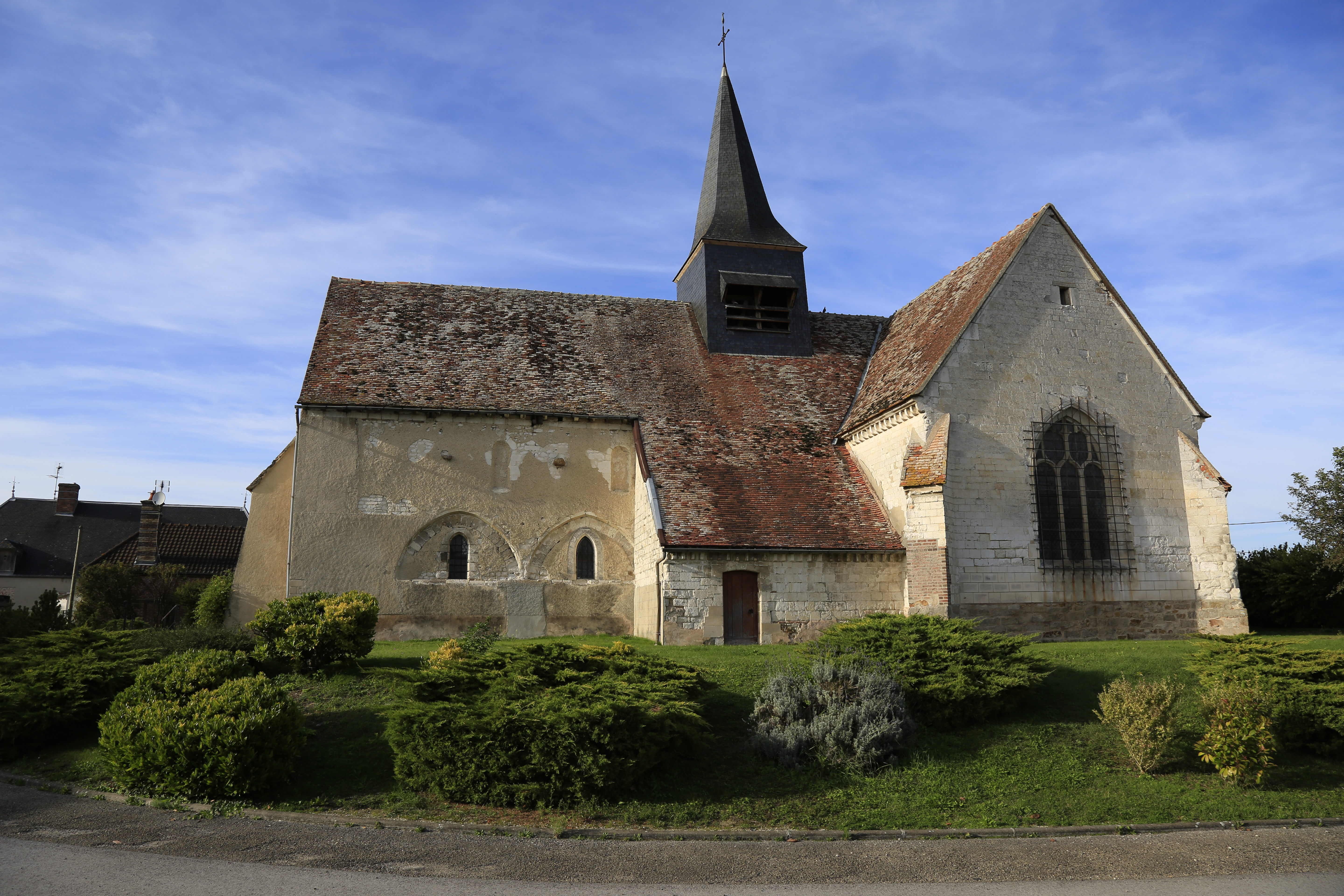
Kirche Saint-Georges

- Schleuse